# Hinter der Mortkaute
Koordinaten: 49° 56′ 0″ N, 7° 56′ 6″ O

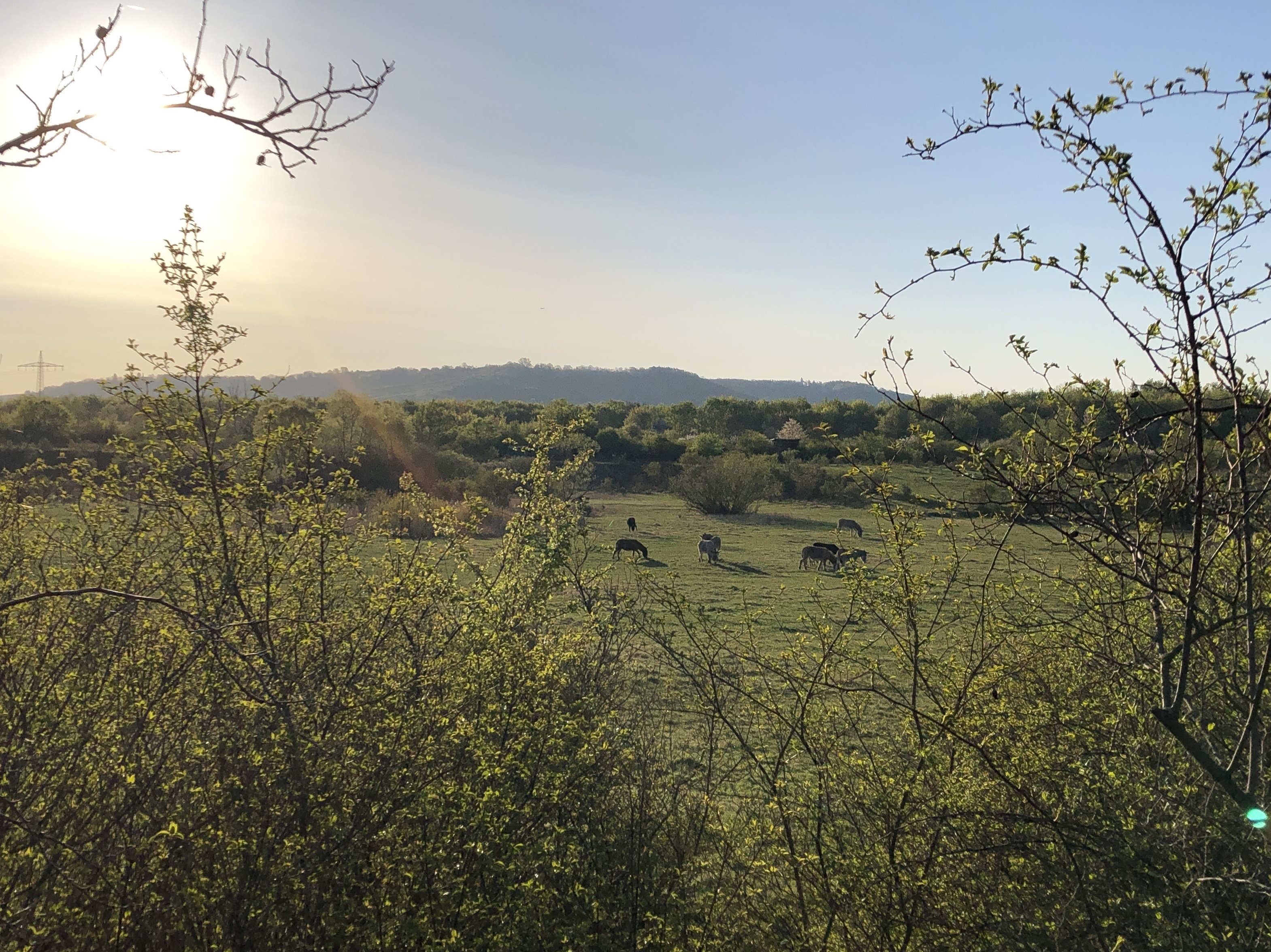
Blick auf das Naturschutzgebiet mit Eselbeweidung.

Das Naturschutzgebiet Hinter der Mortkaute liegt im Landkreis Mainz-Bingen in Rheinland-Pfalz. Das etwa 18,6 ha große Gebiet, das im Jahr 1982 unter Naturschutz gestellt wurde, erstreckt sich östlich von Bingen-Dietersheim. Unweit nördlich verläuft die Landesstraße L 414, unweit östlich die A 60 und unweit südlich die A 61.